# Галерея современного искусства (Турин)
Галерея современного искусства в Турине (итал. Galleria civica d'arte moderna e contemporanea di Torino, GAM Torino) — художественный музей в итальянском городе Турин (область Пьемонт), основанный в 1891—1895 годах; постоянная коллекции содержит работы XIX и XX веков; является частью фонда музеев Турина (Fondazione Torino Musei); проводит временные выставки произведений современного искусства.

## История и описание
Галерея современного и актуального искусства Турина (также известная как «GAM Torino») находится по адресу Via Magenta 31. Сама коллекция современного искусства города Турин начала формироваться в 1863 году — когда был основан музей «Museo Civico», ставший первым в Италии публичным музеем современного, для того времени, искусства. Данная коллекция, наряду с коллекциями античного искусства, разместилась в здании возле комплекса Моле-Антонеллиана. С 1895 по 1942 год коллекция была выставлена в павильоне на улице Корсо Сиккарди (сегодня — улица Корсо Галилео Феррарис); павильон был разрушен во время англо-американской бомбардировки во годы Второй мировой войны.
На том же месте после войны началось строительство здания, спроектированного архитекторами Карло Басси (1923—2017) и Гоффредо Бошетти (Goffredo Boschetti); новое музейное здание было открыто в 1959 году. Коллекция современного искусства заняла первые два этажа в новом помещении — по указанию историка искусства, директора «Musei Civici» Витторио Виале (1891—1977). В 1980-х годах здание было объявлено нуждающемся в масштабном ремонте — оно было вновь открыто после продолжительной реставрации в июле 1993 года.
В 2009 году коллекция Галереи современного искусства была реорганизована: уже не в соответствии с хронологической последовательностью выставленных работ, а в рамках логической последовательности «Взгляд», «Жанр», «Начало» и «Особенность» (Veduta, Genere, Infanzia e Specularità). После новой реорганизации, состоявшейся в 2013 году в связи со 150-летием коллекций GAM Torino, были созданы новые разделы. Фонд галереи сегодня насчитывает более 47 000 произведений XIX и XX веков: включая картины, скульптуры, инсталляции и произведения видео-арта. В её стенах регулярно проводятся временные выставки. В здании также разместились конференц-зал, библиотека, фотоархив, тематическая библиотека и кафе.